# ديميتريوس فيرجينيس
ديميتريوس فيرجينيس (باليونانية: Δημήτρης Βεργίνης)‏ مواليد 15 مايو 1987 في سالونيك، هو لاعب كرة سلة يوناني. بدأ مسيرته الاحترافية في سنة 2005. يحمل الرقم 6. يبلغ طوله 6 قدم 3.75 بوصة (1.9 م).

## المسيرة الاحترافية
لعب مع نادي باناثينايكوس لكرة السلة من سنة 2008 إلى 2010، ثم لعب مع نادي أريس لكرة السلة من سنة 2010 إلى 2012، ثم لعب مع بلباو باسكت في الدوري الإسباني من سنة 2012 إلى 2012، ثم لعب مع نادي أكاديميك لكرة السلة في موسم 2013–2014، ثم لعب مع نادي بانيونيس لكرة السلة في موسم 2014–2015.

## الإنجازات
- كأس اليونان لكرة السلة [الإنجليزية] : (2009)
- الدوري اليوناني لكرة السلة : (2009، 2010)
- الدوري الأوروبي لكرة السلة : (2009)

## روابط خارجية
- ديميتريوس فيرجينيس على موقع الاتحاد الدولي لكرة السلة (الإنجليزية)
- ديميتريوس فيرجينيس على موقع الدوري الأوروبي لكرة السلة (الإنجليزية)
- ديميتريوس فيرجينيس على موقع كرة السلة الأوروبية.كوم (الإنجليزية)
- ديميتريوس فيرجينيس على موقع DraftExpress.com (الإنجليزية)
- ديميتريوس فيرجينيس على موقع ريلجم (الإنجليزية)
- ديميتريوس فيرجينيس على موقع بروبوليرز (الإنجليزية)
- ديميتريوس فيرجينيس على موقع سبورتس رفرنس (الإنجليزية)